# 615 (numero)
Seicentoquindici (615) è il numero naturale dopo il 614 e prima del 616.

## Proprietà matematiche
- È un numero dispari.
- È un numero composto con 8 divisori: 1, 3, 5, 15, 41, 123, 205, 615. Poiché la somma dei suoi divisori (escluso il numero stesso) è 393 < 615, è un numero difettivo.
- È un numero sfenico.
- È un numero fortunato.
- È un numero colombiano nel sistema numerico decimale.
- È un numero congruente.
- È un numero malvagio.
- È parte delle terne pitagoriche (135, 600, 615), (252, 561, 615), (369, 492, 615), (399, 468, 615), (328, 615, 697), (615, 728, 953), (615, 820, 1025), (615, 1476, 1599), (615, 2484, 2559), (615, 4180, 4225)

## Astronomia
- 615 Roswitha è un asteroide della fascia principale del sistema solare.
- NGC 615 è un galassia spirale della costellazione della Balena.

## Astronautica
- Cosmos 615 è un satellite artificiale russo.